# Марківка (селище)
Ма́рківка — селище в Україні, адміністративний центр однойменної селищної громади Старобільського району Луганської області.
Лежить на історичній Слобідщині. Утворює Марківську селищну раду. Марківка розташована у верхів'ях річки Деркул — притоці Сіверського Дінця.

## Розташування
Марківка розташована у верхів’ях річки Деркул – притоці Сіверського Дінця.

## Історія
Про давнє заселення цієї території свідчать виявлені поселення епохи пізньої бронзи (кінець II тисячоліття до нашої ери).
Виникнення Марківки припадає на кінець XVII — початок XVIII століття. В 1703 році переселенці із Чернігівщини і Полтавщини заснували безіменне поселення, яке згодом назвали Марківкою. Але на пам'ятному камені до 300-річчя села вказано 1690-1990.
1708 року, під час придушення козацького повстання на чолі з Булавіним, Марківку було повністю зруйновано і лише через 25 років поселення почало відроджуватися.
Населення займалося землеробством, скотарством, торгівлею. Хліб для збуту вивозився в порти Озівського моря, а також у Воронезьку та Курську губернії. Пшениця, в особливості «арнаутка», користувалася великим попитом. Згодом інтенсивно розвивалося скотарство. Населення розводило коней, волів, свиней та мулів. Широку популярність здобули вівці під назвою «айдарські».
З 1765 року жителі села були приписані до державного кінного заводу, де вони мусили відбувати повинності натурою і працею.
(рос.)
Жителі села пережили масове нашестя сарани, чуму та холеру. Епідемії та хвороби забрали тисячі людських життів. У 1905 році Харківська земська управа провела повне обстеження Марківки. Відповідно до зібраних матеріалів тут нараховувалося 1405 селянських дворів і 9020 чоловік населення,  діяли три трикласні школи, три храми.
В 1907 році бідняк Аврам Семенович Онопрієнко виростив гарну цибулю. 50 вінків цієї городини купив у нього лікар Зайцев і повіз до  Парижу, аби представити на сільськогосподарській виставці. В результаті цибуля сорту «Марківська» отримала золоту медаль та набула світової слави. Потім її експонували на інших виставках, у тому числі на всесвітньовідомій 1912 року.
З 1907 року марківська цибуля експортувалася до Англії та Німеччини. Пелешенко П. Я. 1893 року народження згадував, що він, як голова кредитного товариства в 1927—1929 роках організував заготівлю цього корисного овочу для відправлення за кордон. Для Англії пакували велику цибулю в стандартні мішки по 40 кг, для Німеччини — середньо-стандартну по 30 — 40 кг. Товар вивозився з залізничних станцій Кантемирівки, Черткового, Зоринівки. Від його реалізації селяни мали значні прибутки. Так, у селі 1 фунт цибулі коштував 2 — 3 копійки, а пуд — 40 копійок. На той час це були пристойні гроші.
У 1912 році в селі було відкрито бібліотеку, яка налічувала 500 книг.
У січні 1918 року тут було створено революційний комітет, який очолив Андрій Іванович Єременко — згодом маршал, Герой Радянського Союзу і Герой Чехословаччини.
У 1921 році вбуло організовано комуну, а згодом і товариство зі спільного обробітку землі. Колективізація у Марківці проходила за умов гострої класової боротьби і була завершена восени 1930 року, селяни об'єднали у дев'ять колективних господарств.
Під час організованого радянською владою Голодомору 1932—1933 років померло щонайменше 28 жителів селища.
11 липня 1942 року Марківку окупували німці. Звільнили село  у січні 1943 року.   

### Сучасна історія
В 1960 році село Марківка набуло статусу селища міського типу. В січні 1965 року на виконання Указу Президії Верховної Ради УРСР Марківка стала центром Марківського району.
В часи російсько-української війни у контрольованій українськими силами Марківці уночі з 18 на 19 вересня 2014 року з гранатомета обстріляно будинок голови райдержадміністрації Віктора Черніка, поранено голову РДА та його дружину.
У 2020 Марківка увійшла до Старобільського району Луганської області. Марківська селищна територіальна громада утворена 25.07.2019 року. До складу Марківської територіальної громади ввійшли території колишньої Бондарівської, Кризької, Ліснополянської, Сичанської, Кабичівської, Краснопільської, Герасківської та Просянської сільських рад Марківського району Луганської області.
В ході повномасштабного російського вторгнення, 24 лютого 2022 року Марківську об'єднану територіальну громаду окупували російські війська.

## Населення

### Мова
Розподіл населення за рідною мовою за даними перепису 2001 року:
| Мова            | Кількість | Відсоток |
| --------------- | --------- | -------- |
| українська      | 6814      | 93.33%   |
| російська       | 454       | 6.22%    |
| вірменська      | 16        | 0.22%    |
| білоруська      | 5         | 0.07%    |
| румунська       | 3         | 0.04%    |
| німецька        | 1         | 0.01%    |
| інші/не вказали | 8         | 0.11%    |
| Усього          | 7301      | 100%     |

## Освіта
Марківська гімназія Марківської районної державної адміністрації 

## Промисловість
- товариство з обмеженою відповідальністю «Марківський сирзавод»
- Державна пожежно-рятувальна частина 23

## Культура, спорт
Діє клуб та районний краєзнавчий музей. Ще існує 2 приватних музеї (музей Павла Калашникова та ще)
Стадіон «Нива»

### Пам'ятники
- У парку встановлено пам'ятник Чипполіно.[11]
- пам'ятник маршалу Єрьоменко
- пам'ятник 300-руччю Марківки

## Архітектура
У селі збереглися і дорадянську будівлі, в одній з них розташована санепідстанція.

## Флора
Поблизу Марківки ростуть воронці  — багаторічна рослина родини півонієвих, відома під народними назвами: кудла, вороне́ць, вороно́к, степова́ піво́нія. Причорноморський ендемік, занесений до Червоної книги України. Декоративна культура.

### Приватний музей Павла Калашникова

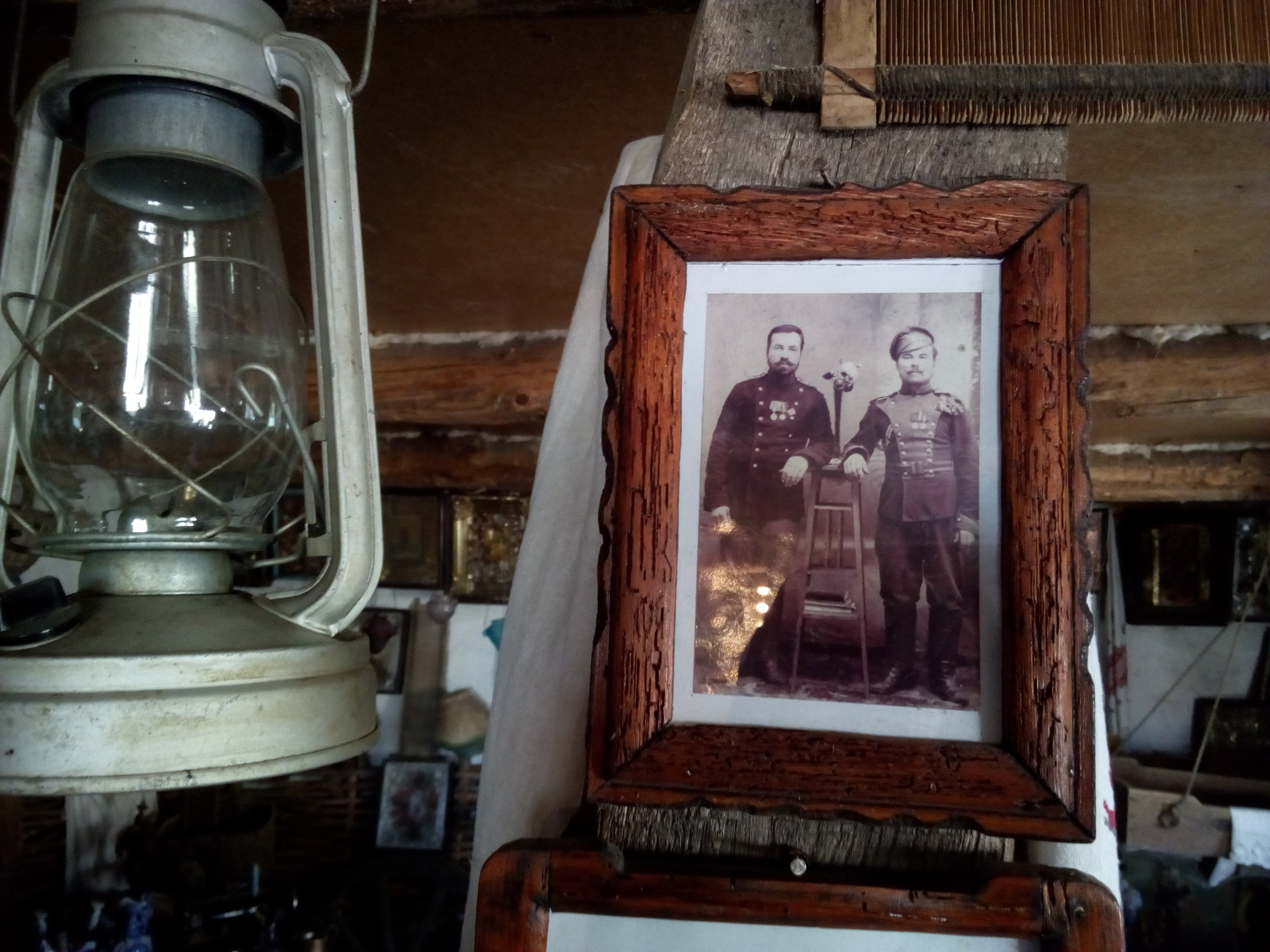
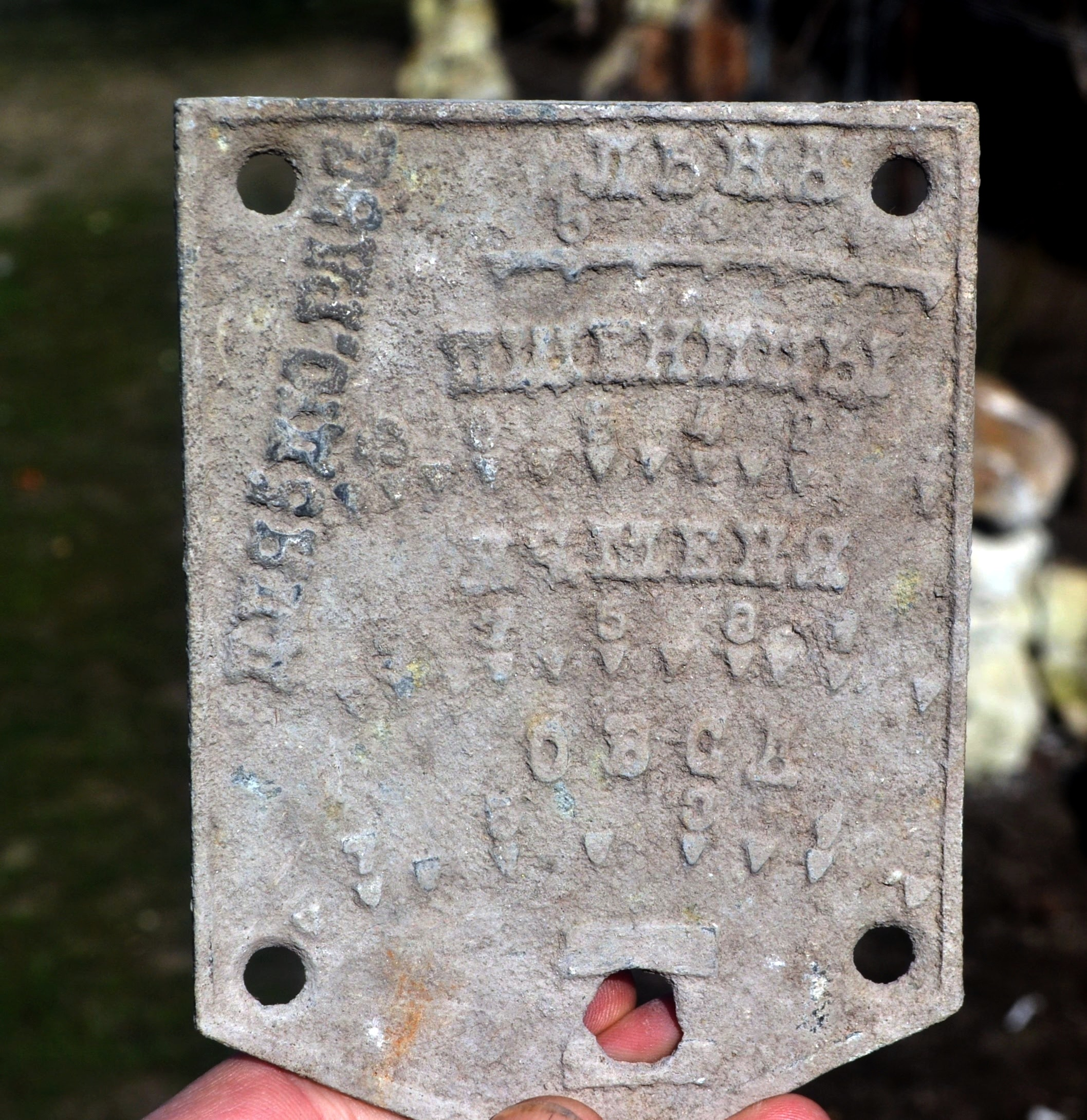
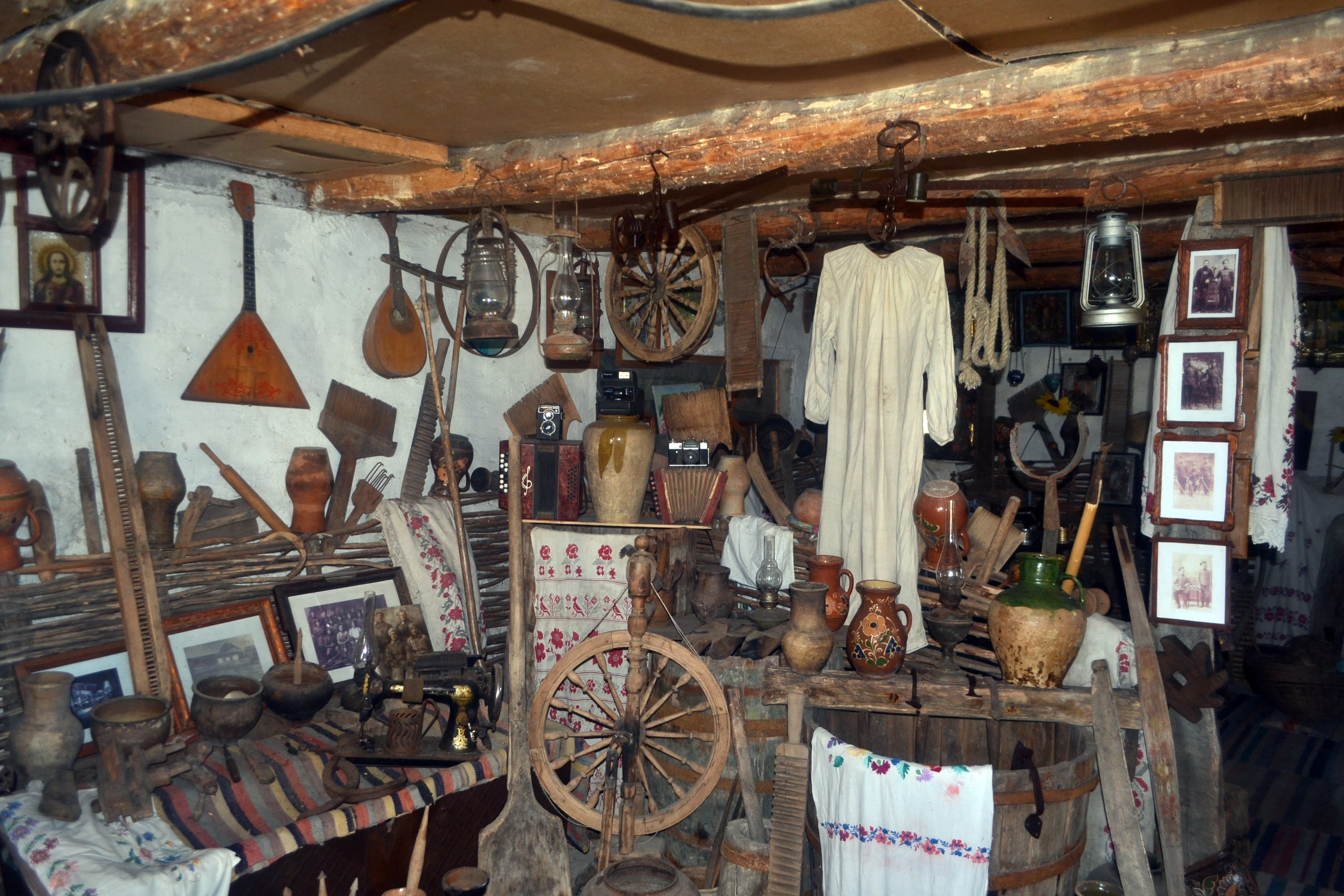
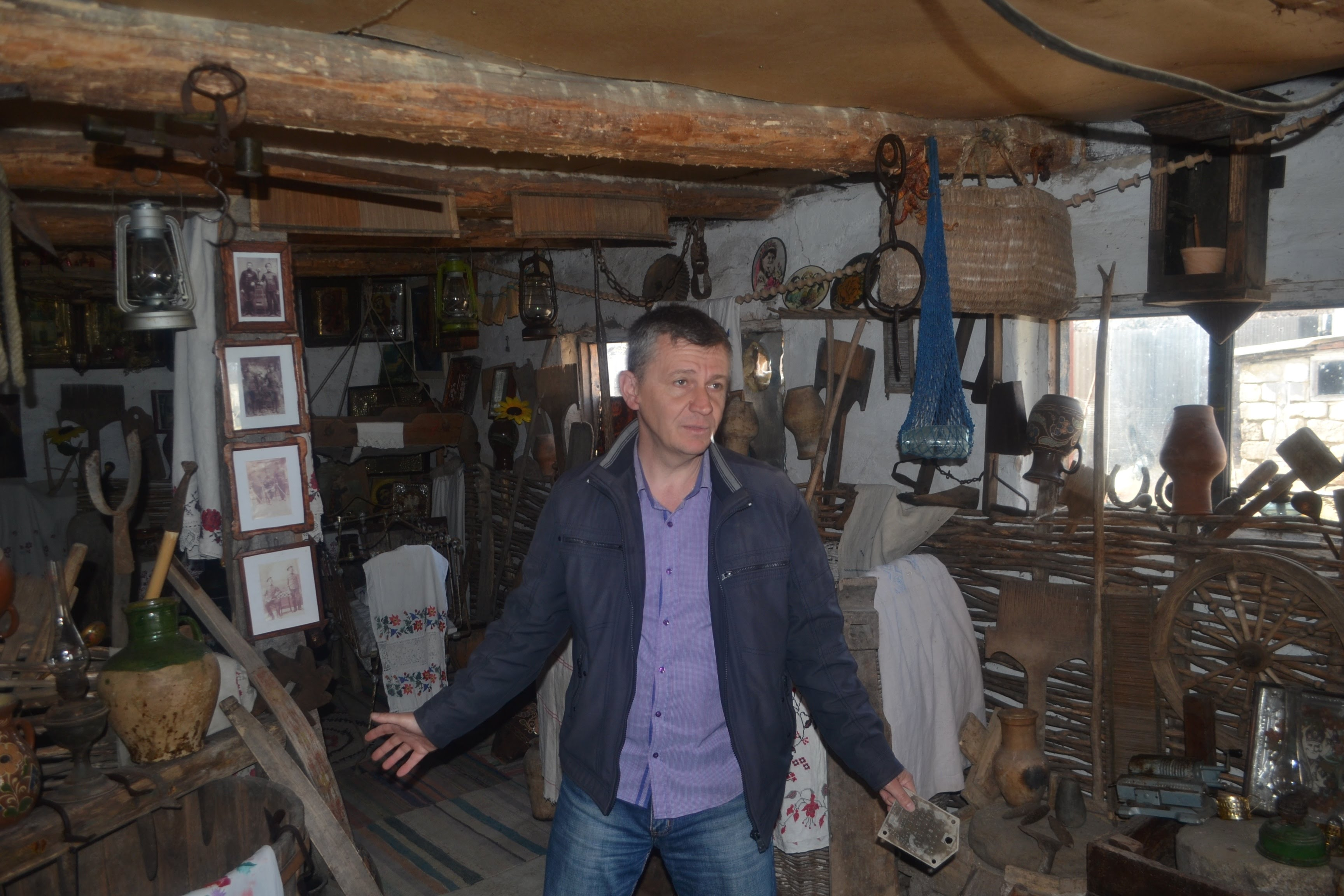
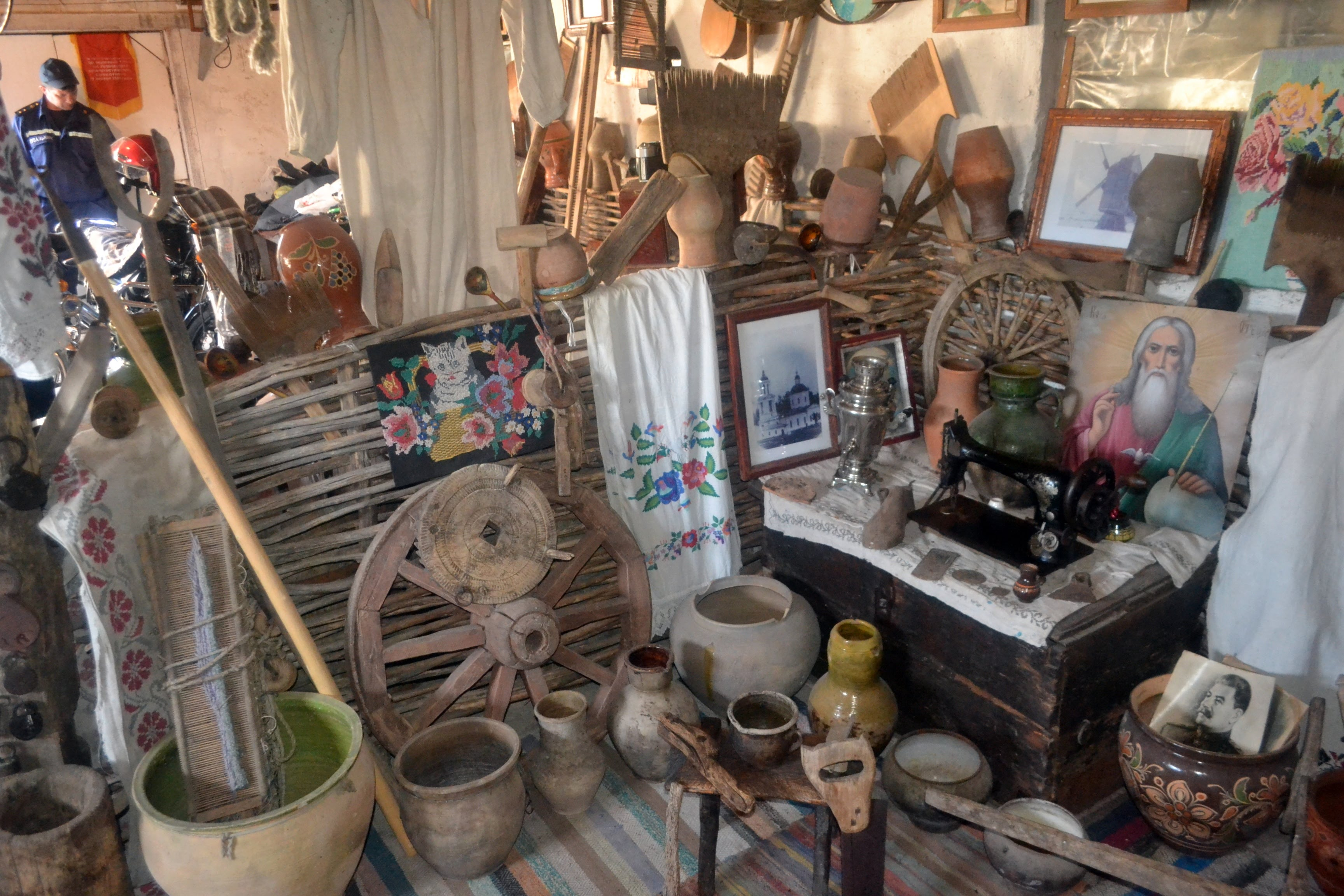
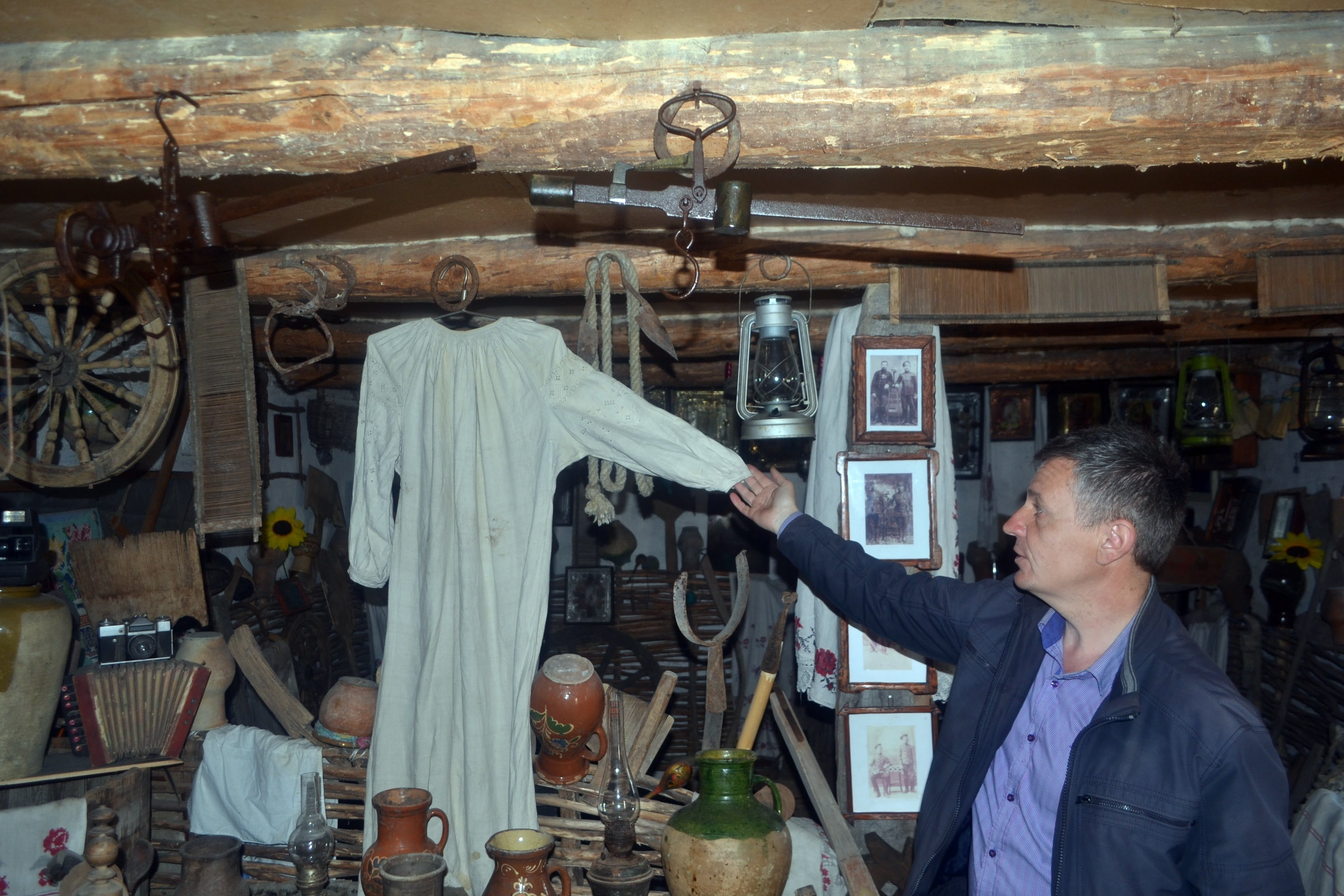

## Галерея

Будинок культури
Алея героїв
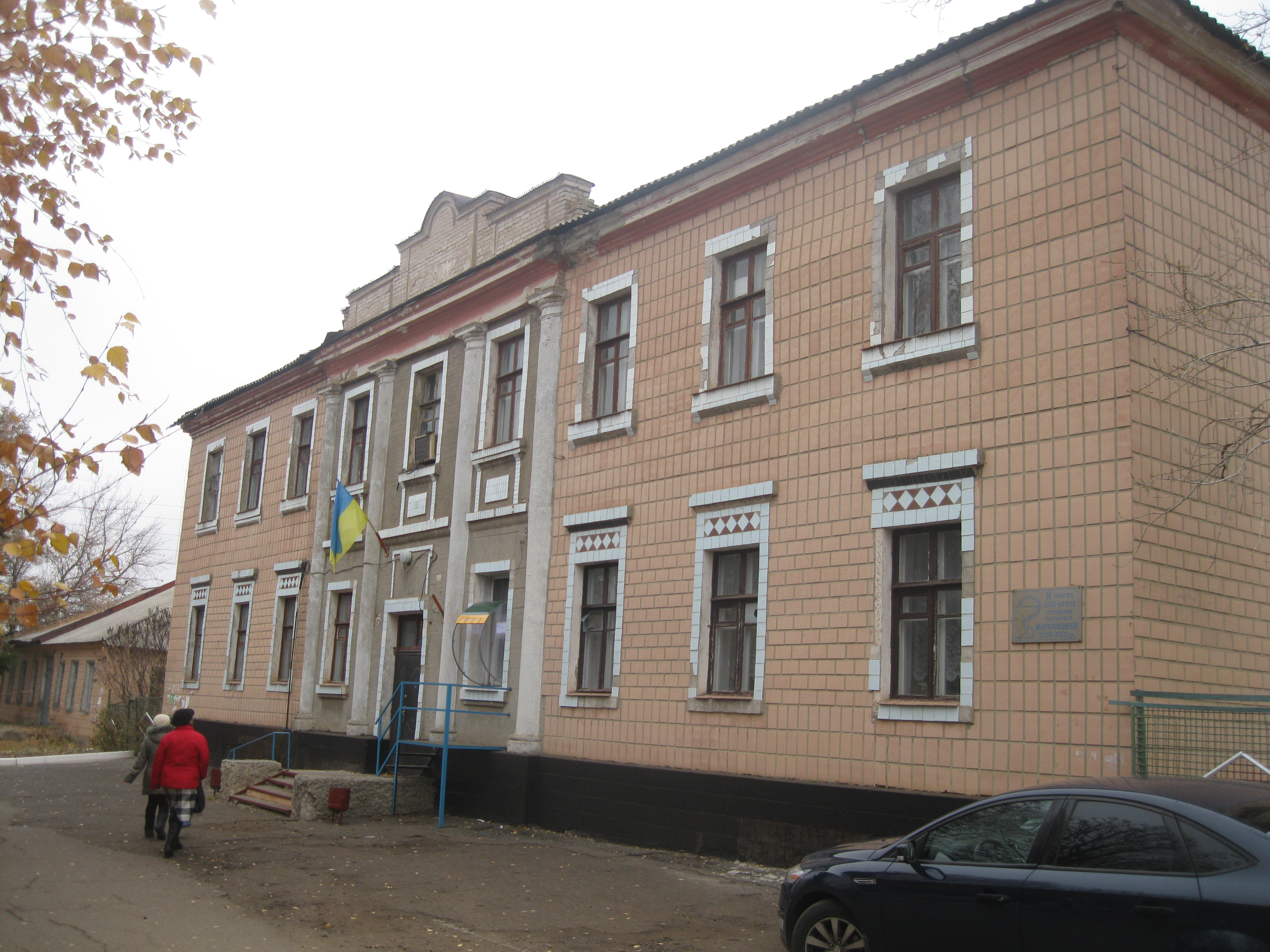
Районна лікарня
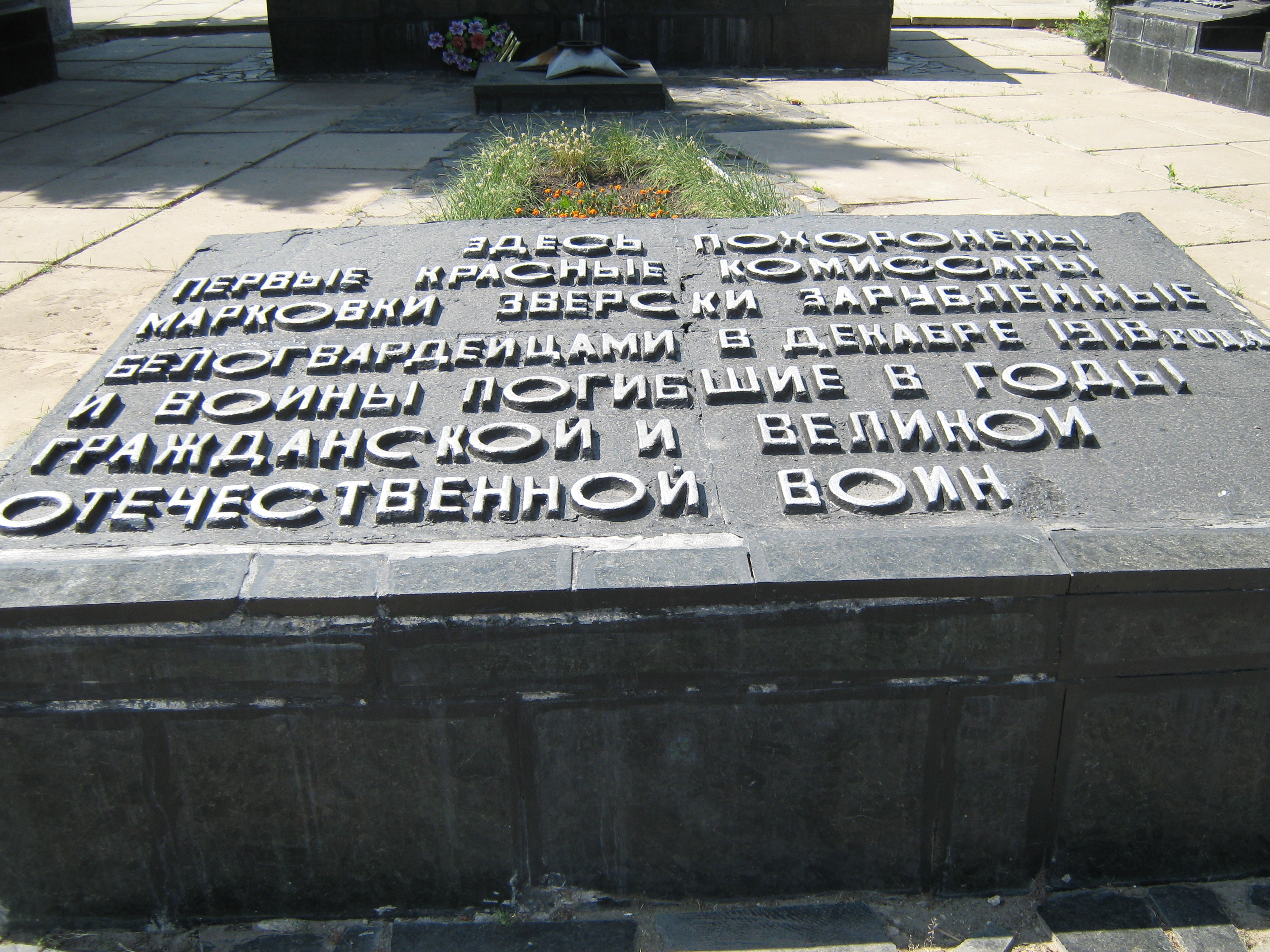
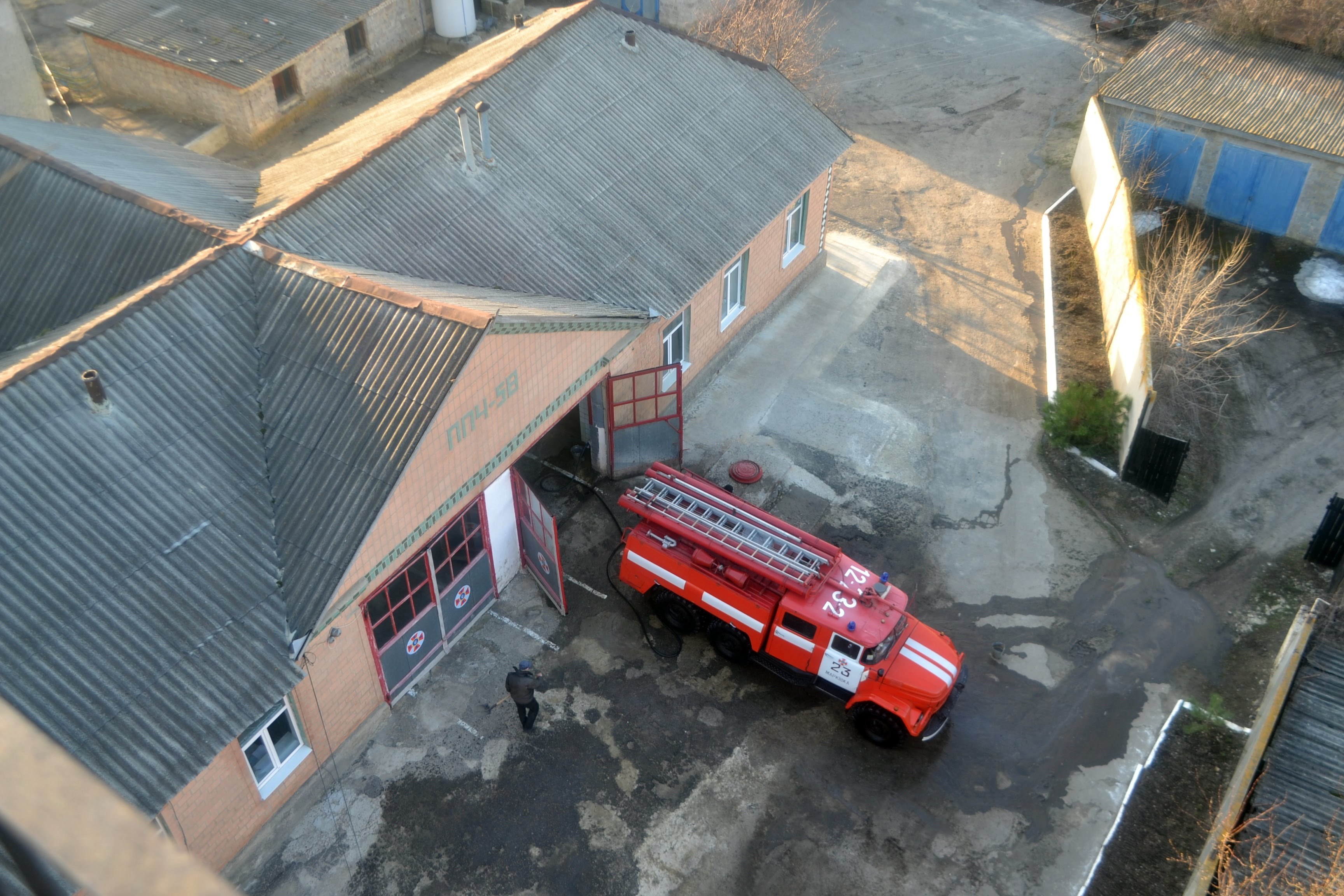
Пожежна частина ДСНС
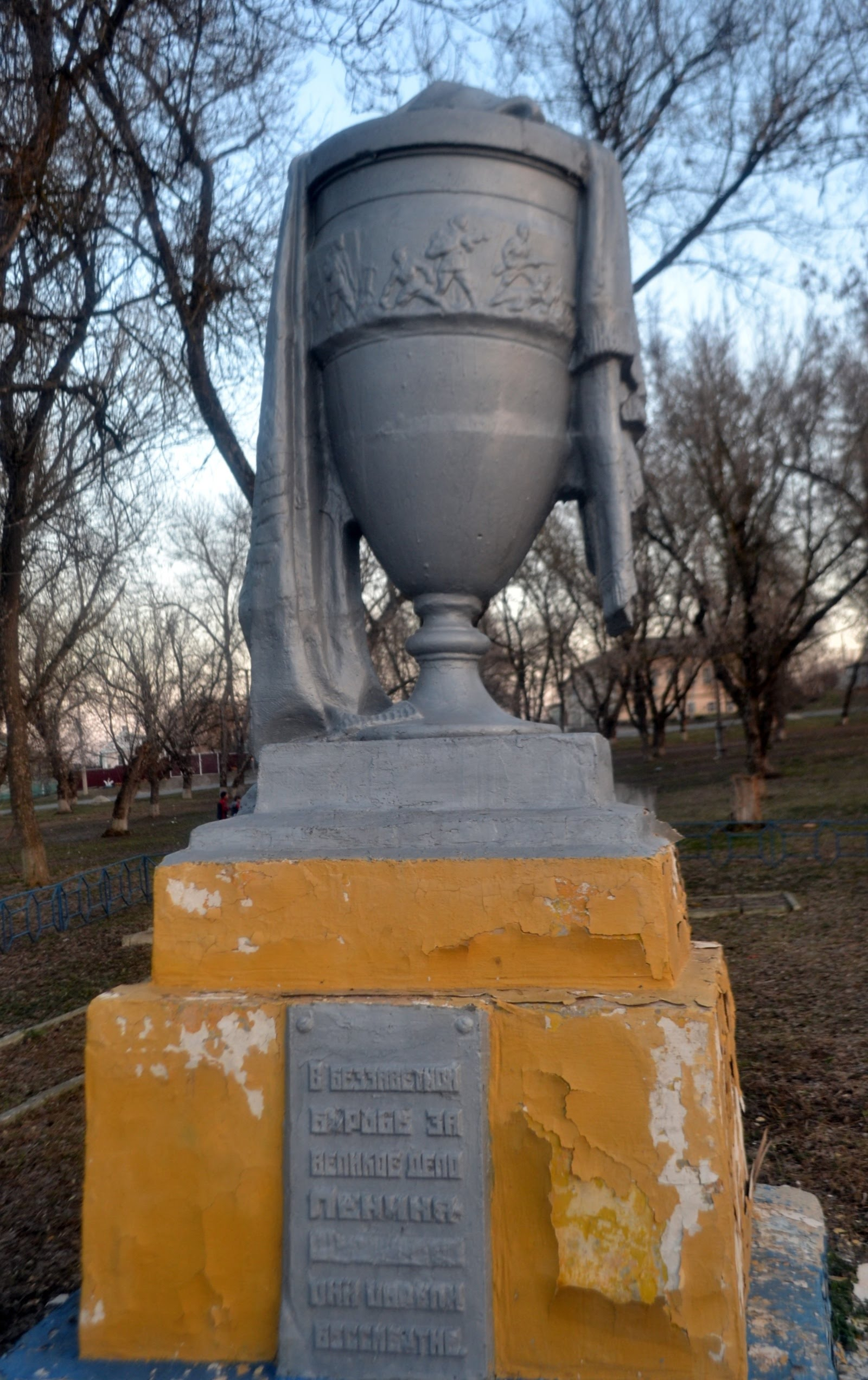
поховання
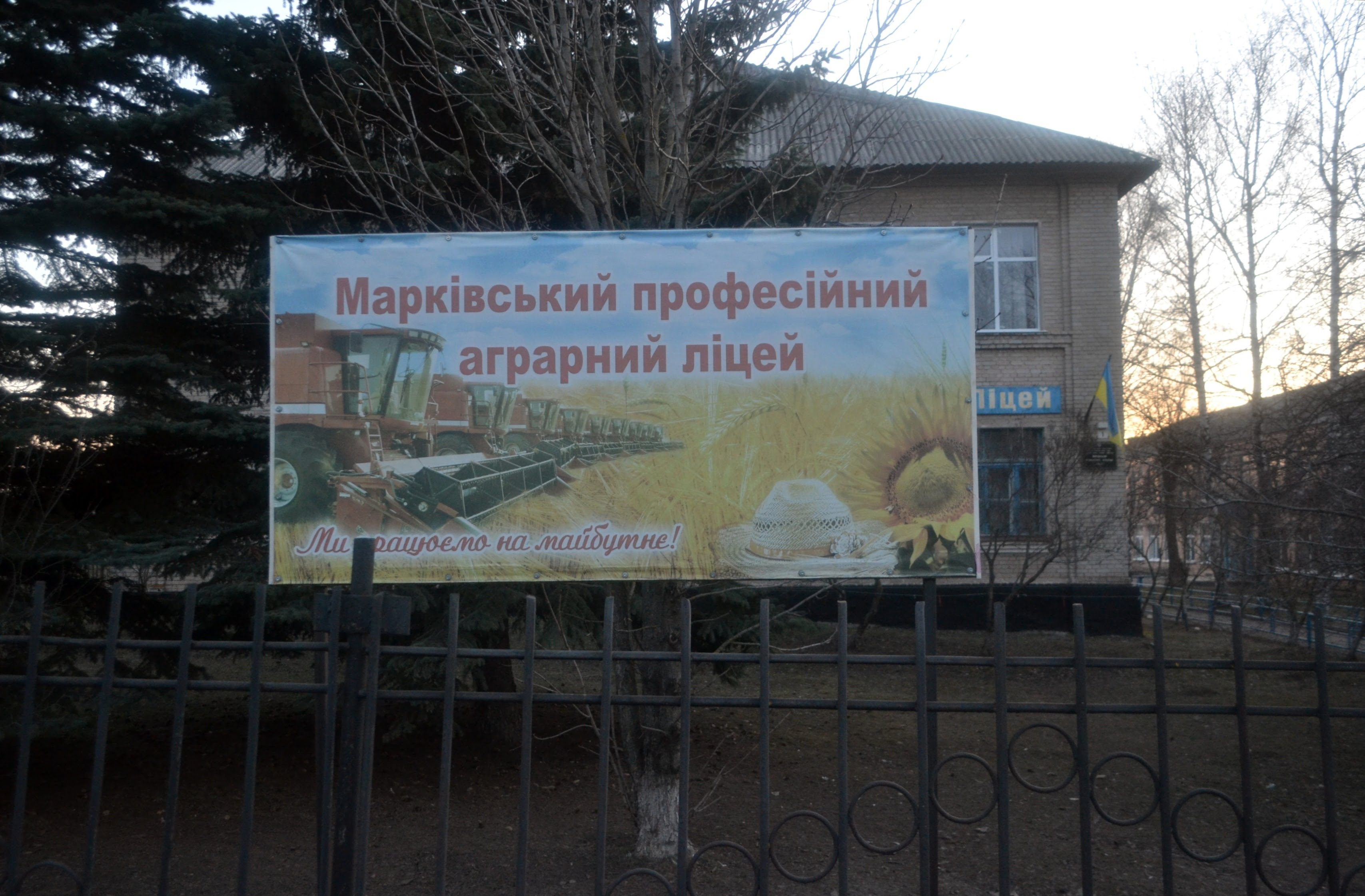
ліцей
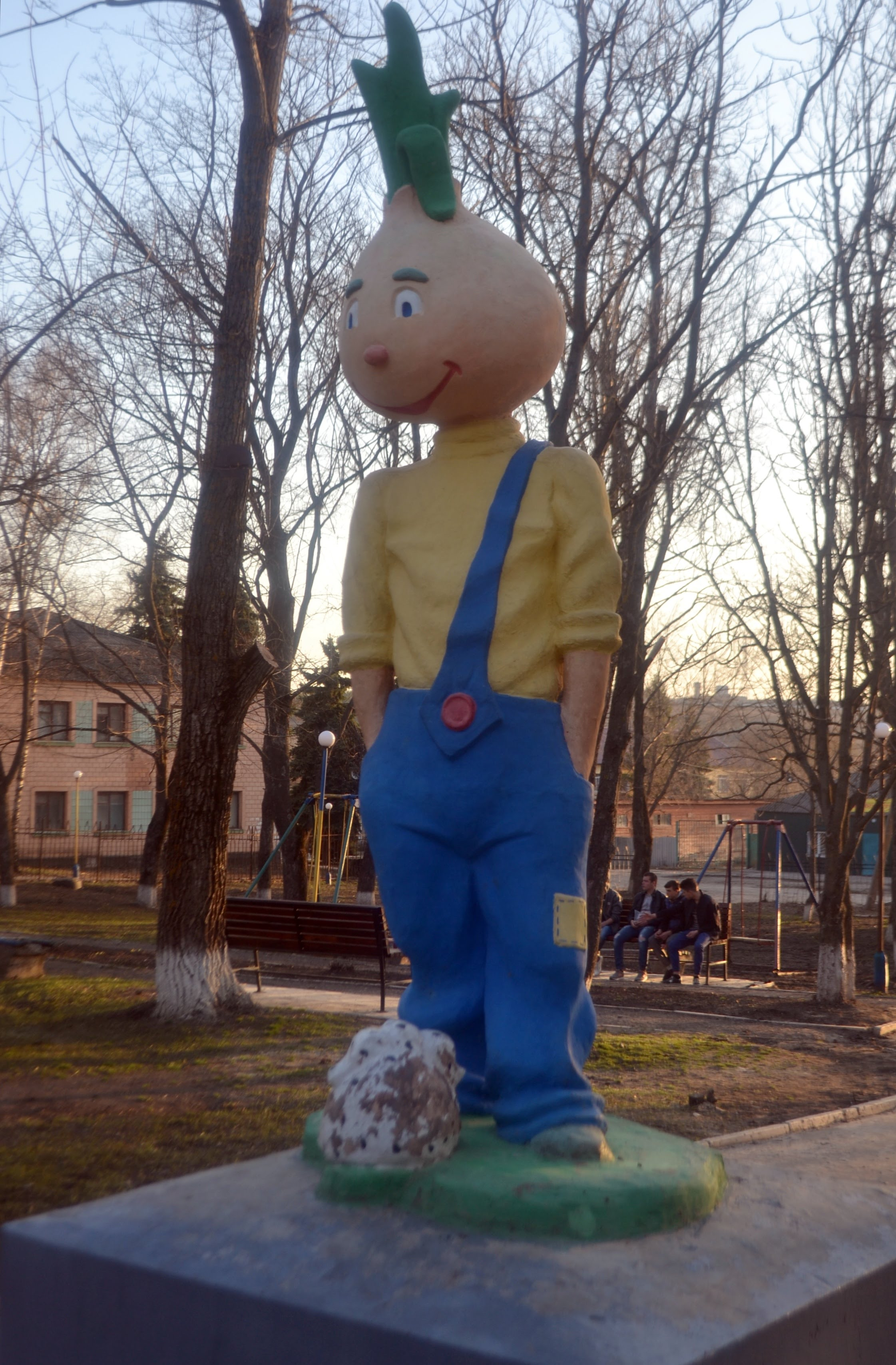
Чипполіно
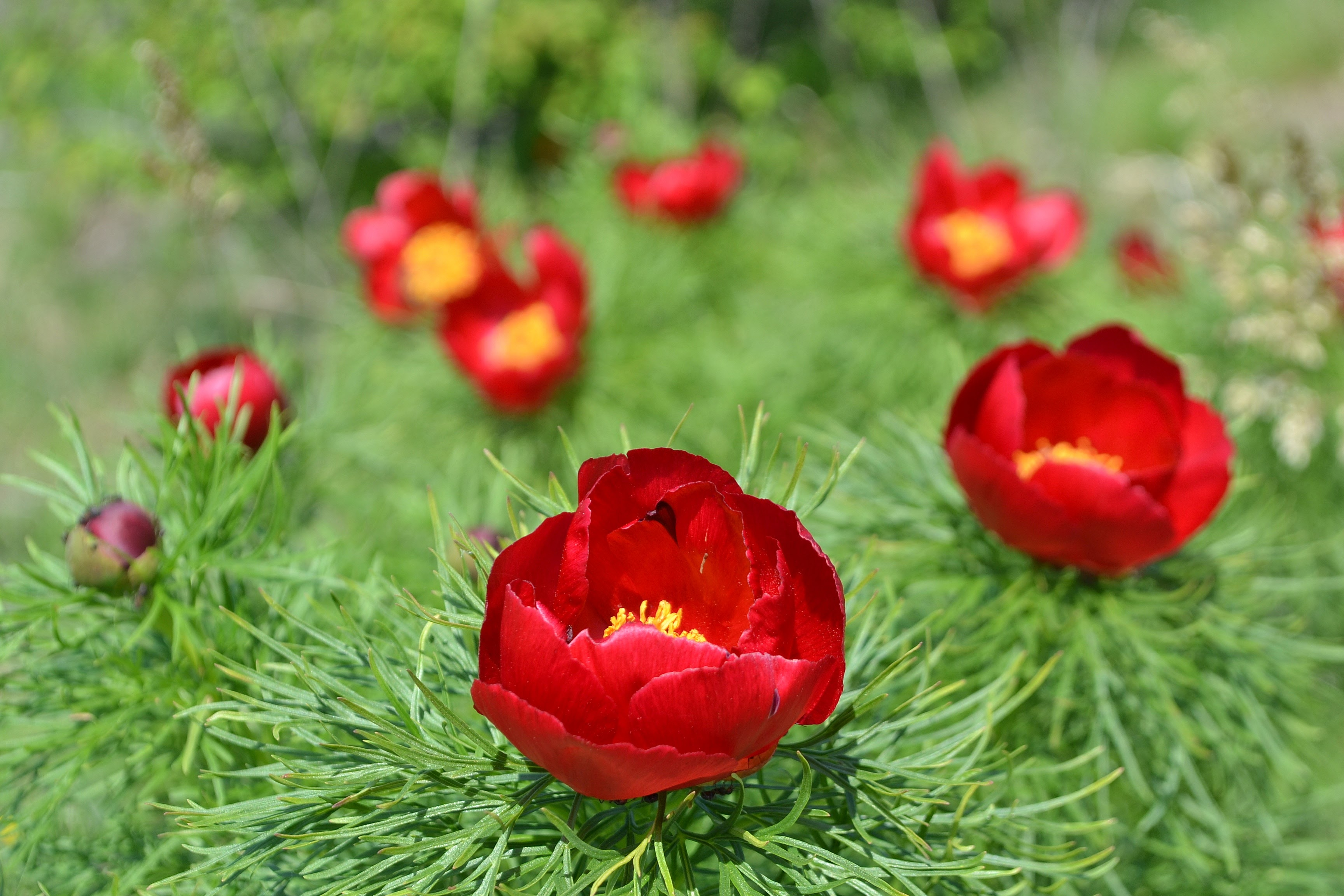
Воронці
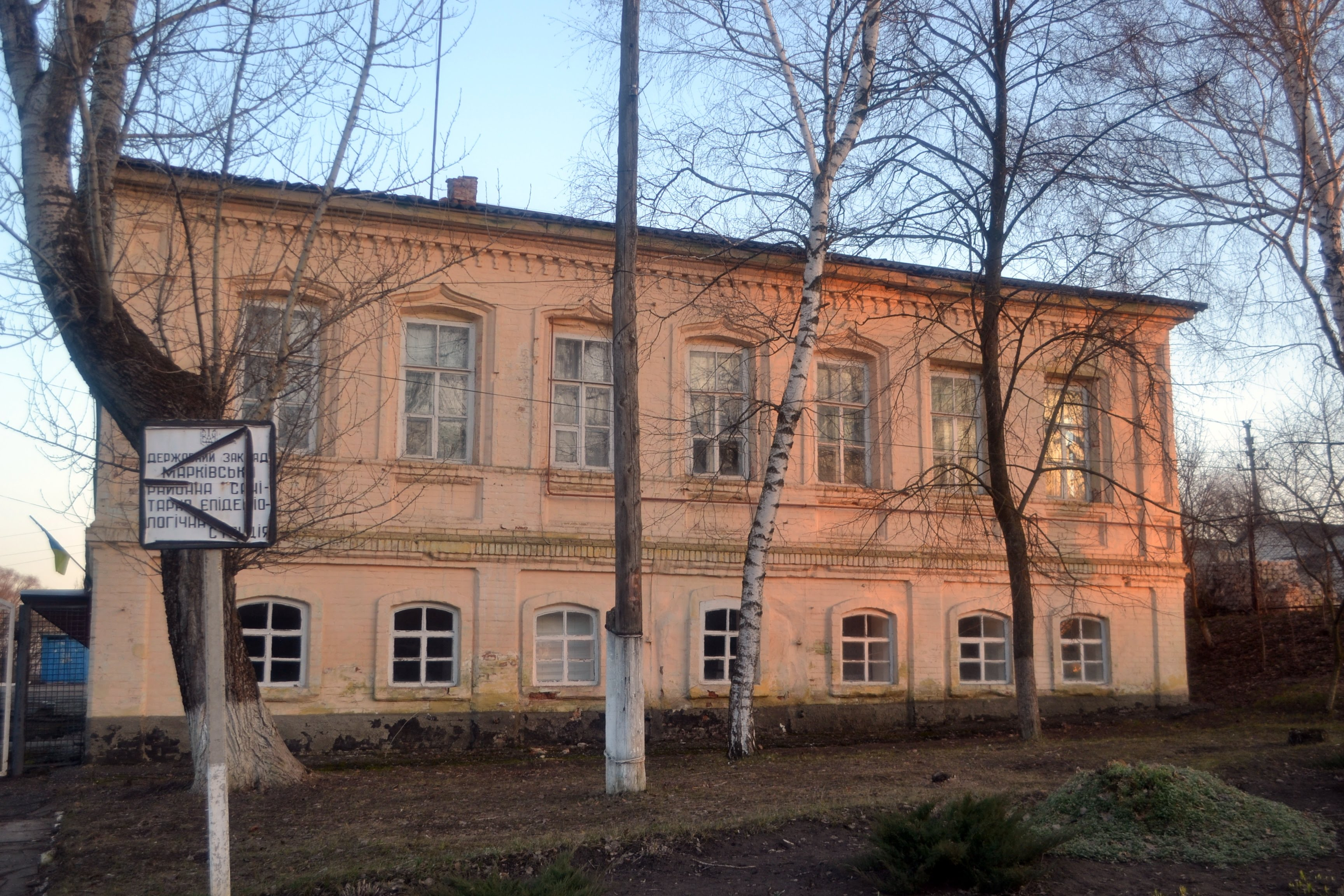
будівля санстанції

### Краєзнавчий музей

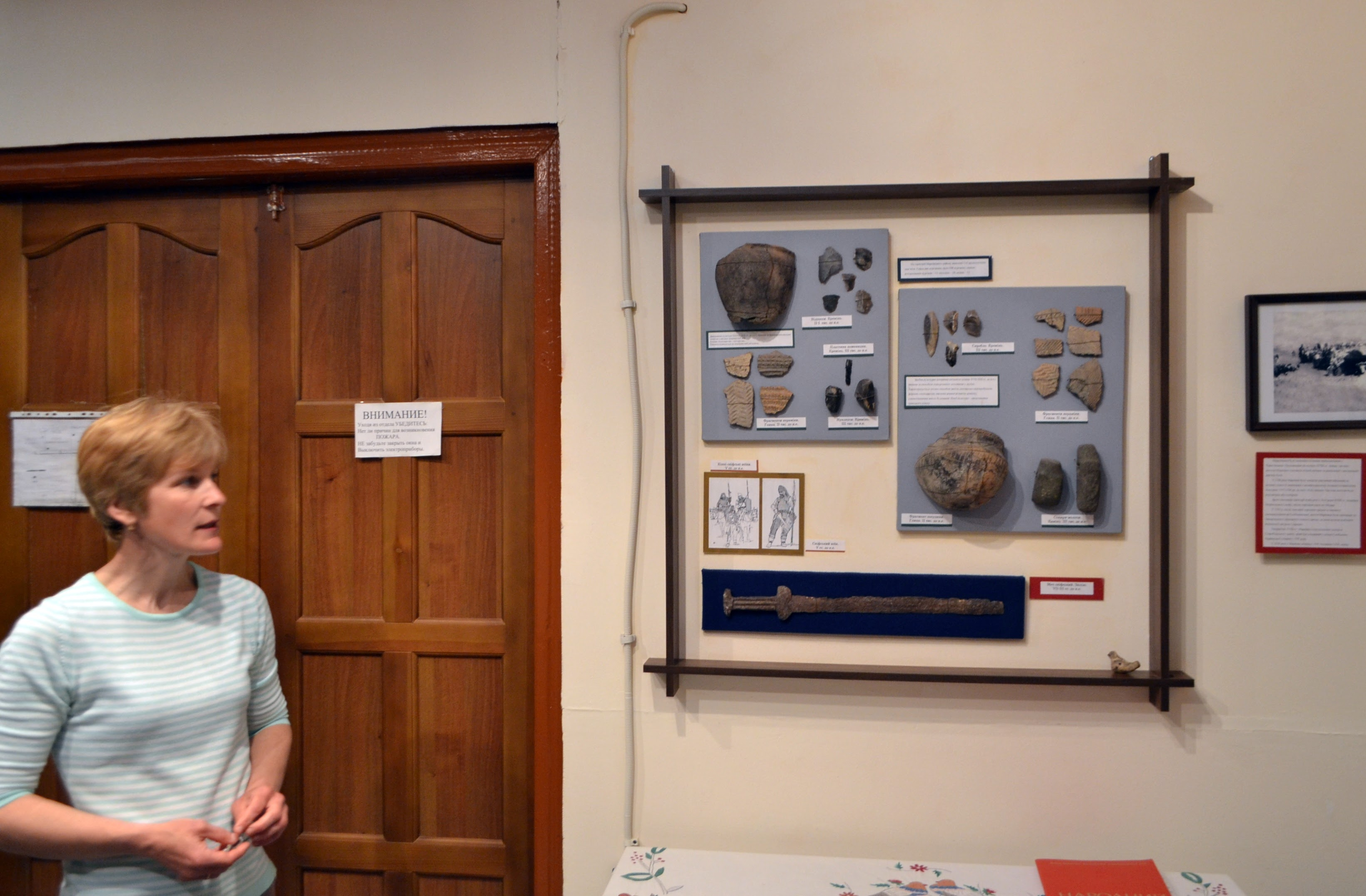
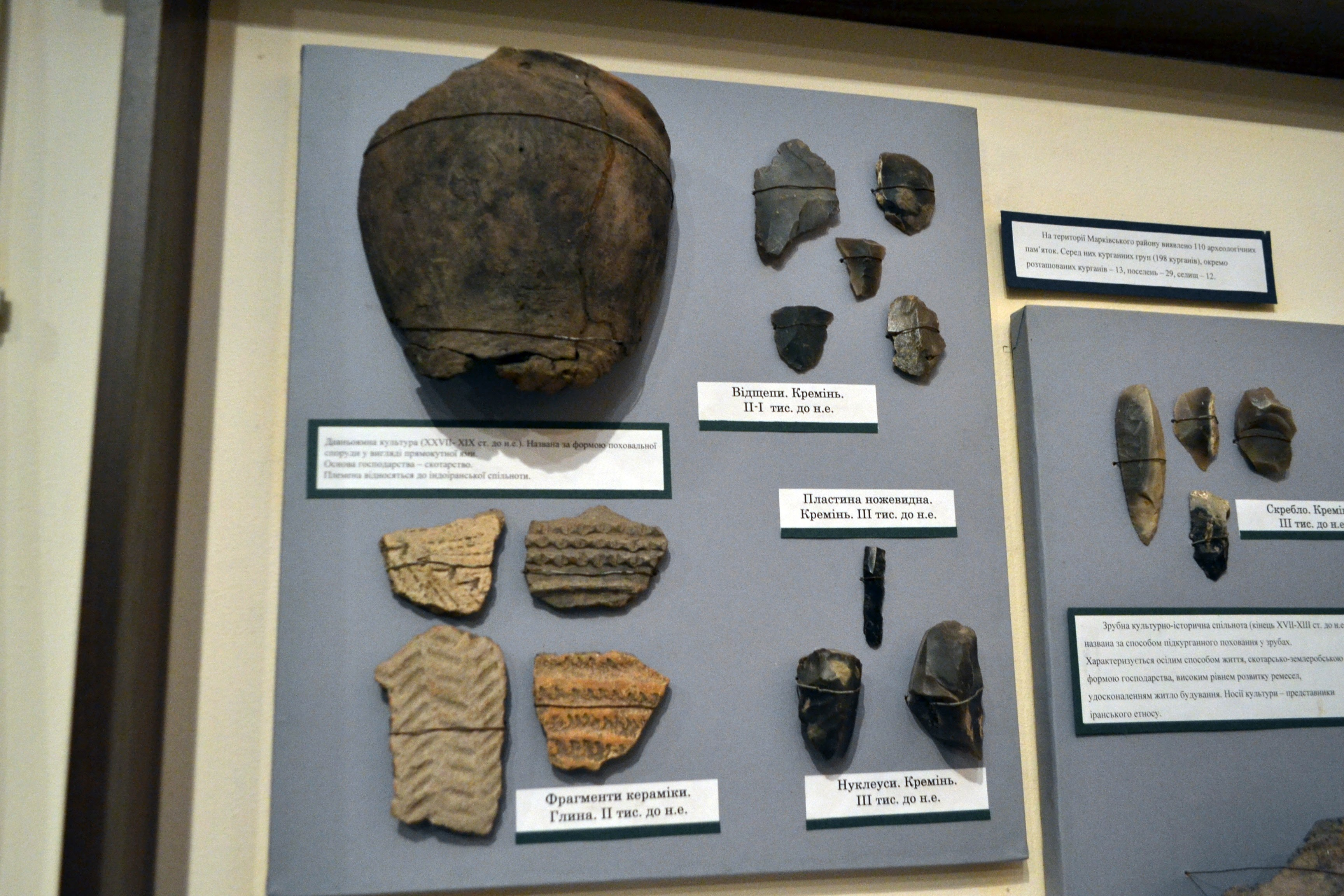
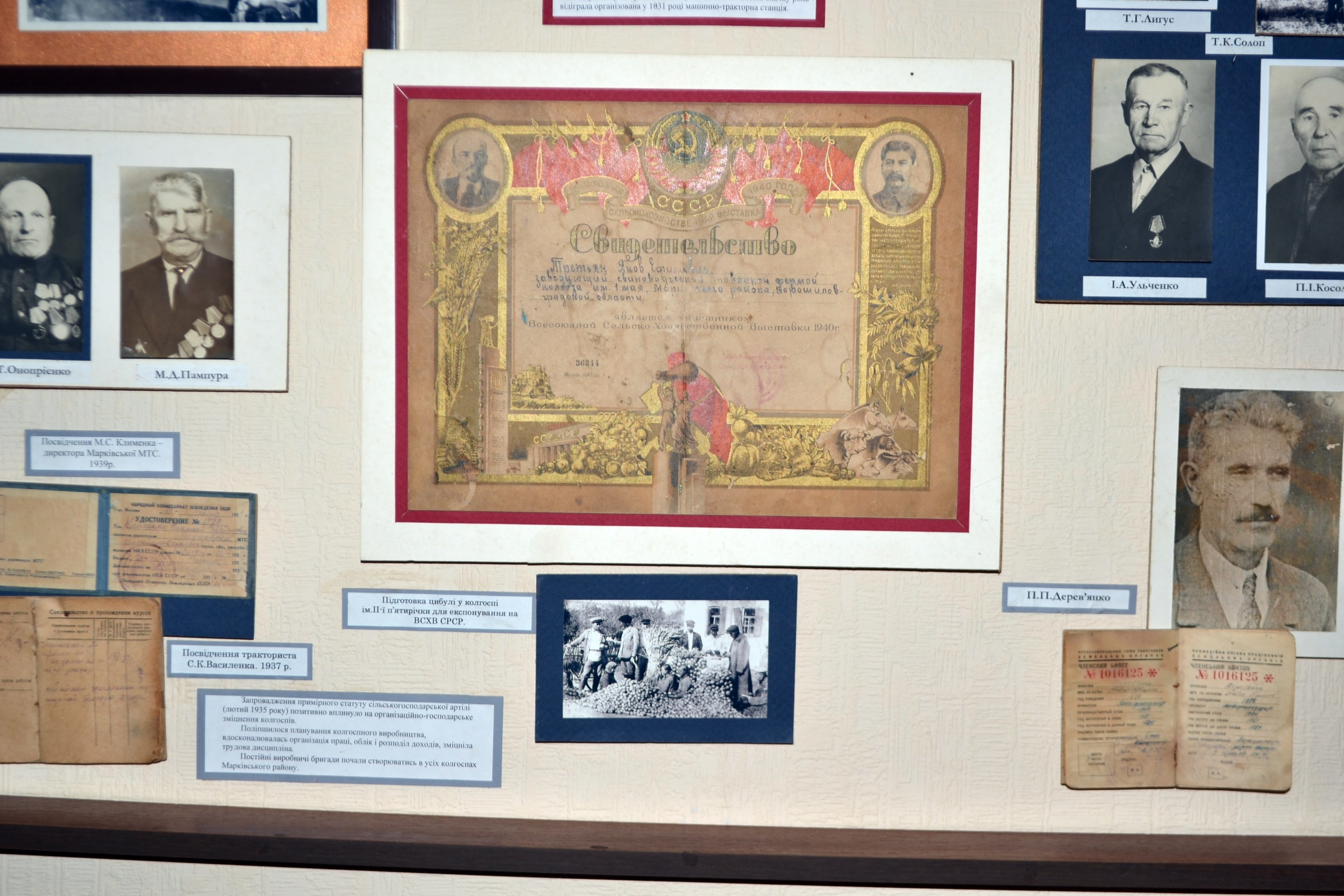
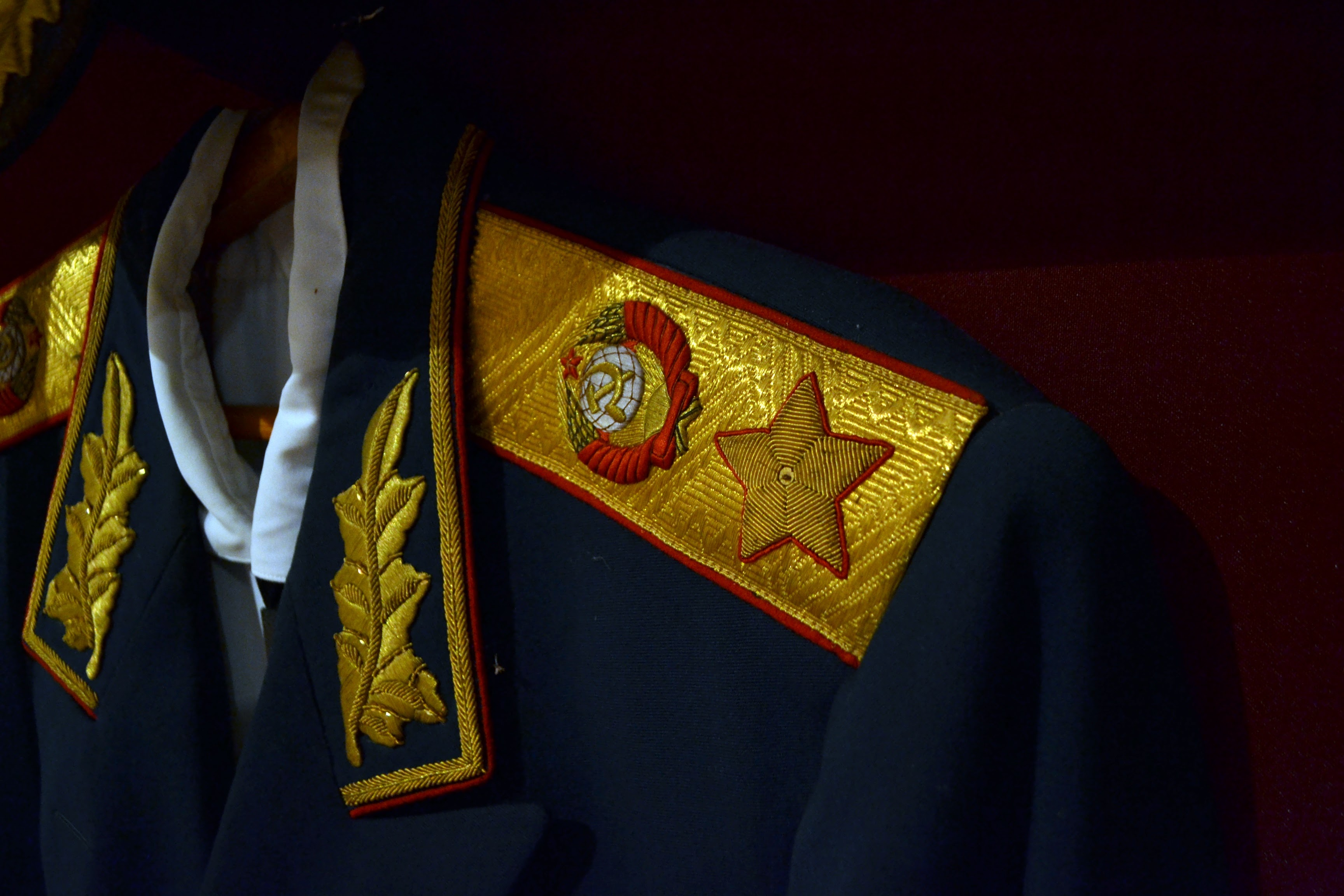
Мундир маршала

### Приватний музей Павла Коваля

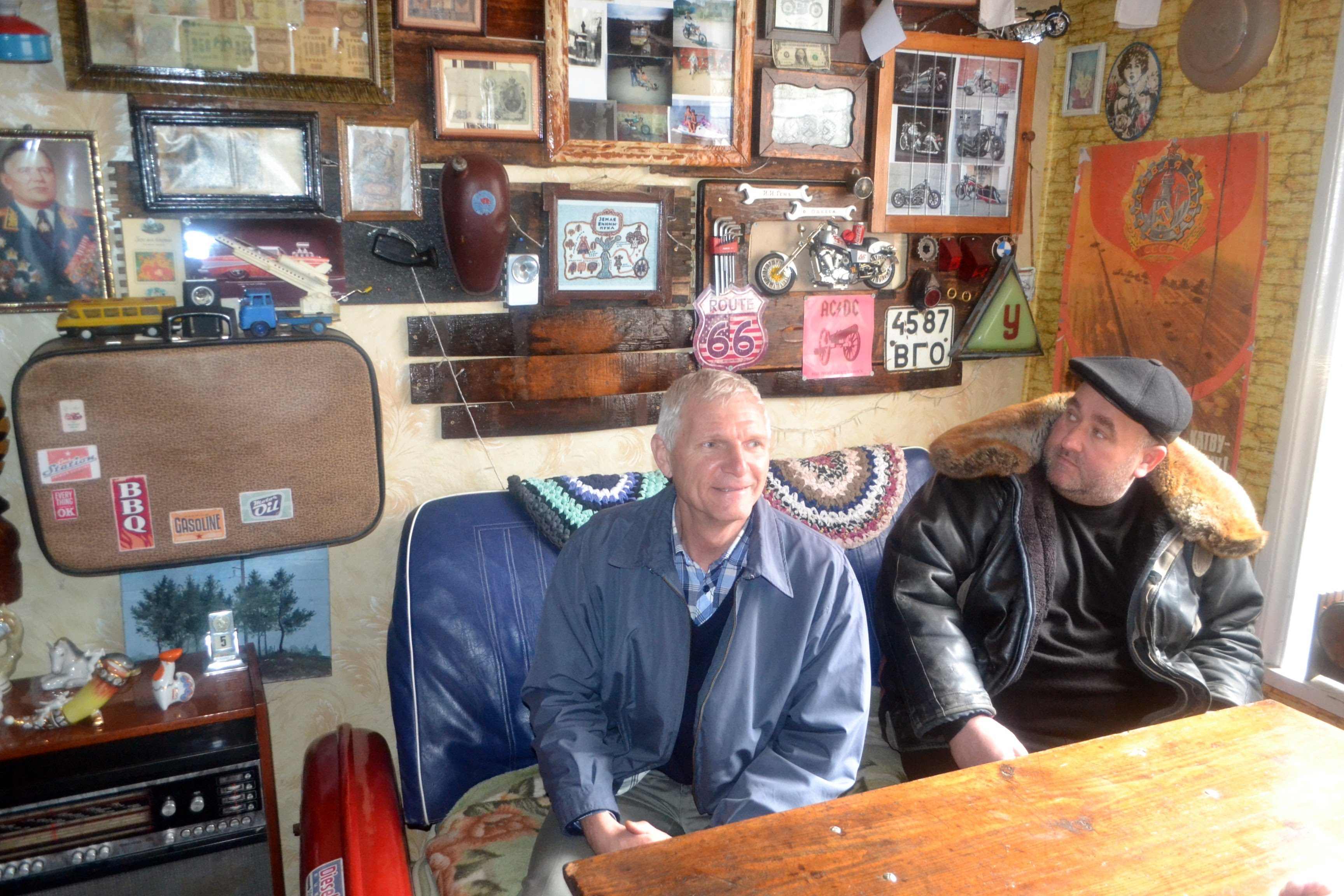
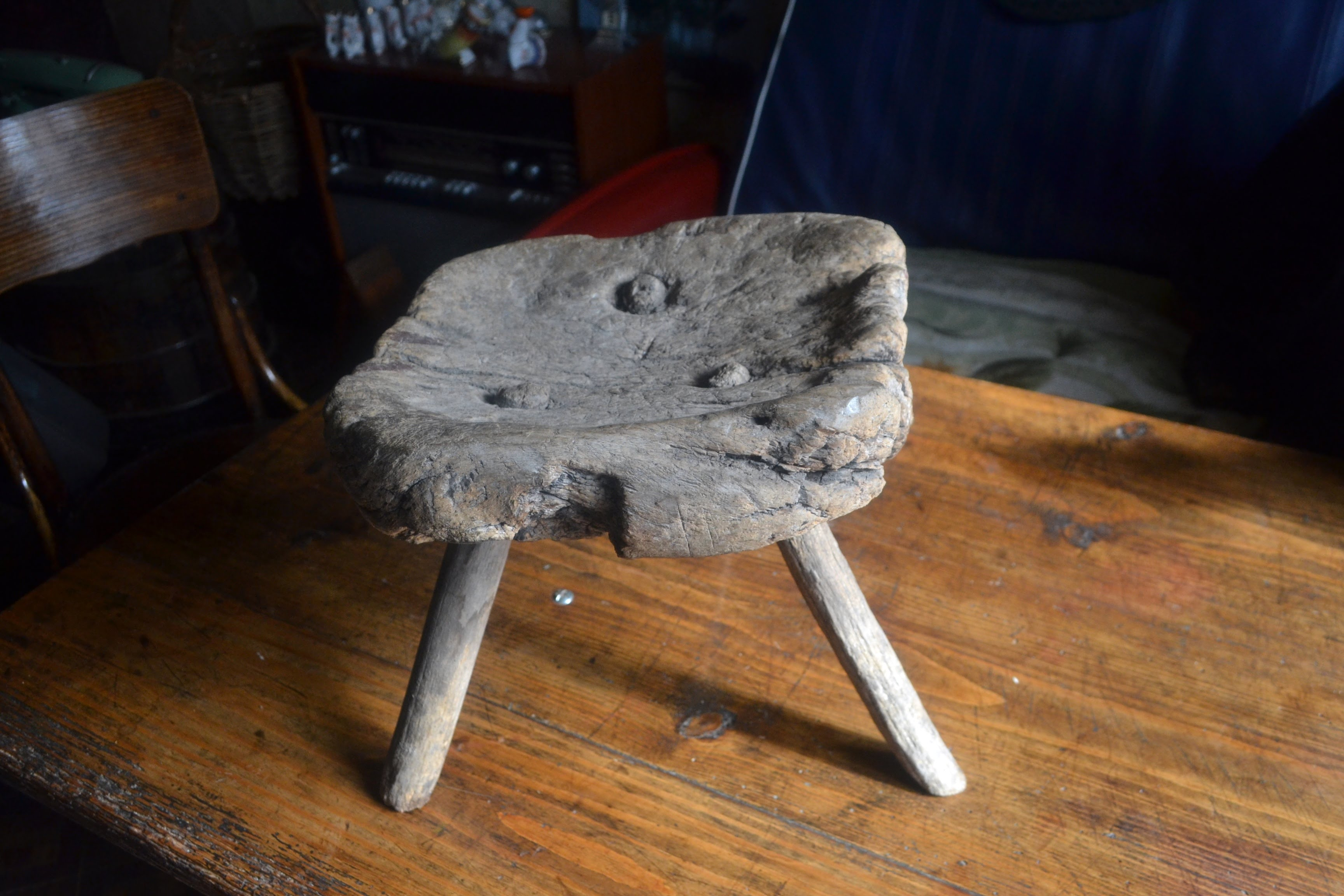
стілець
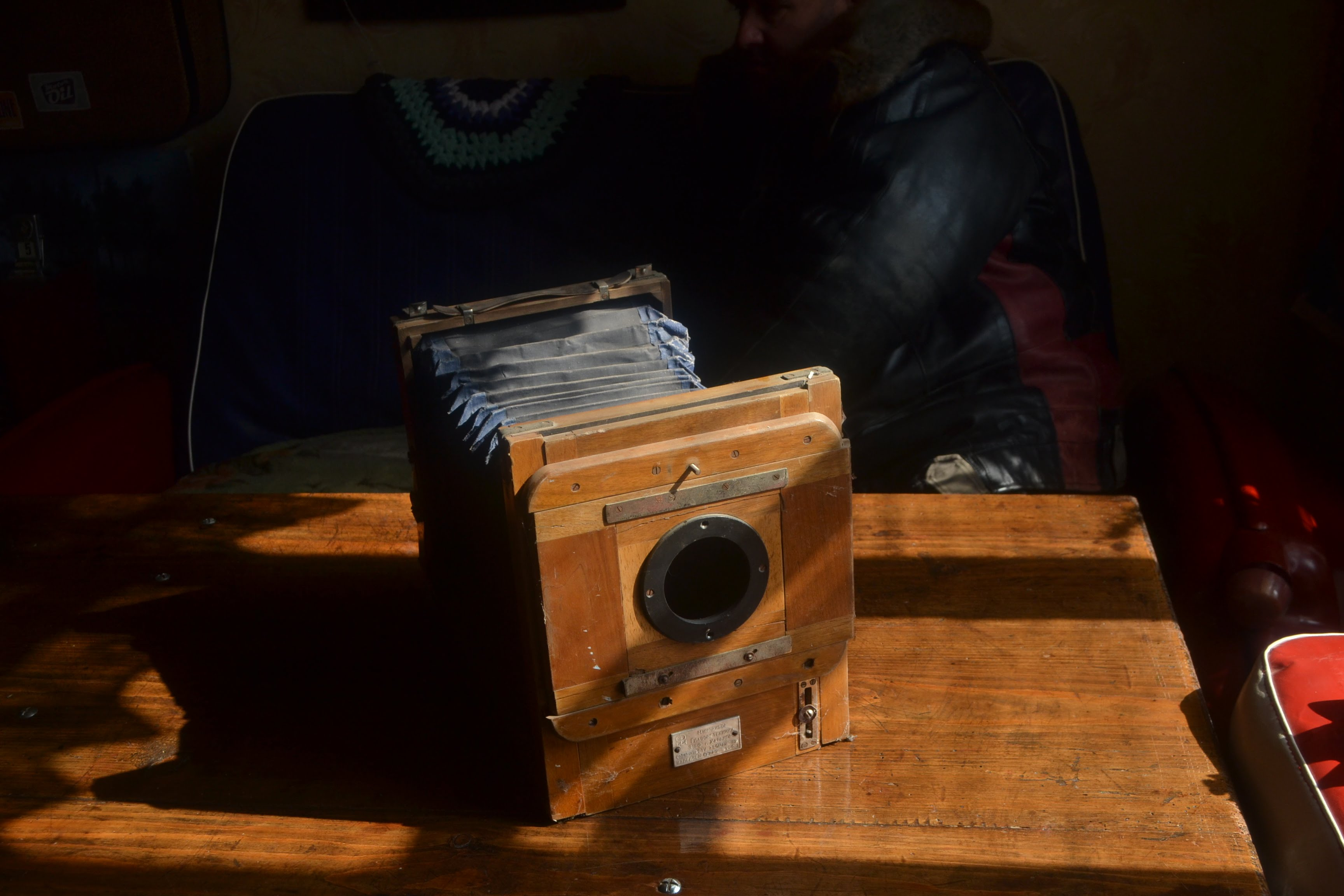
ФОТОКАМЕРА
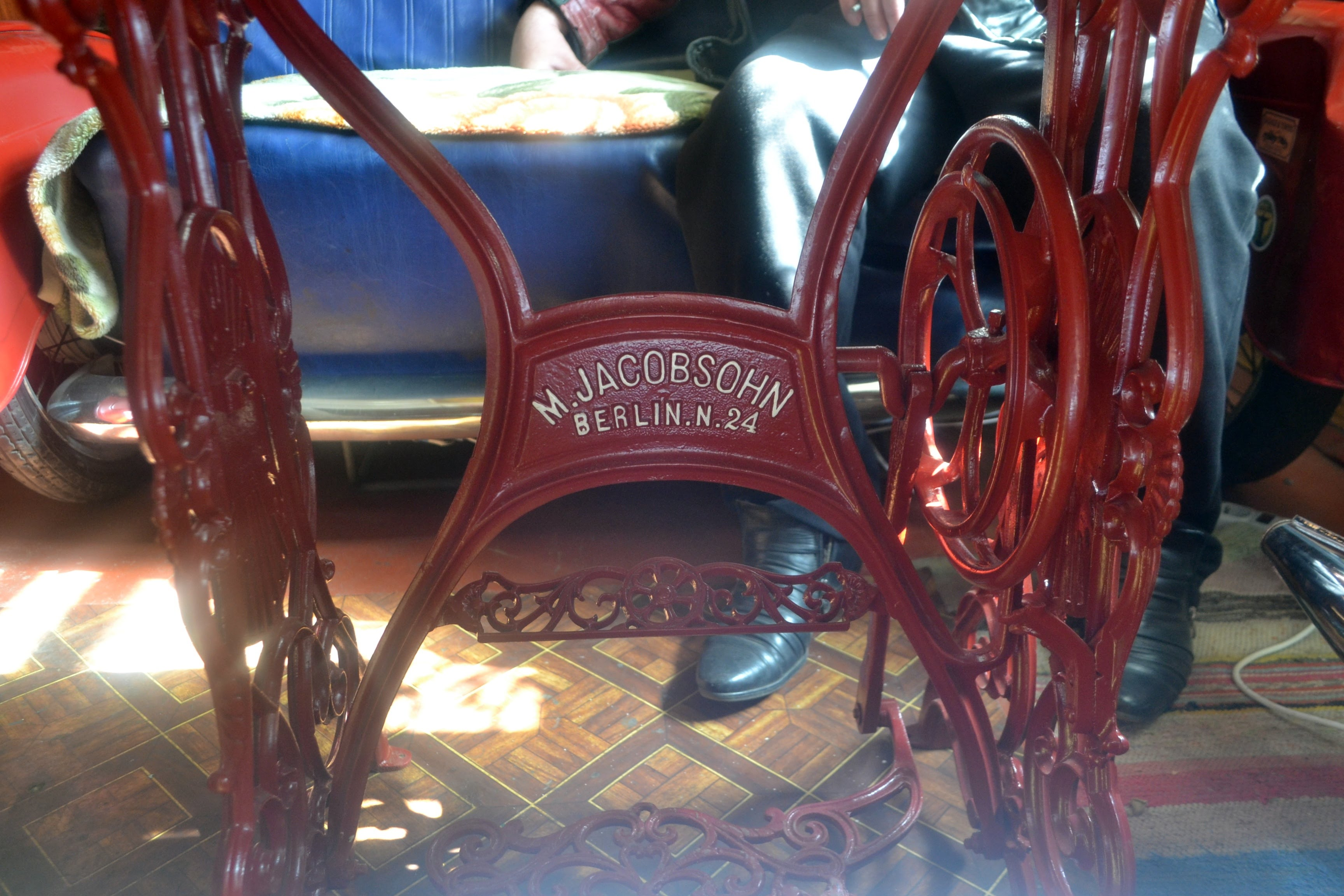
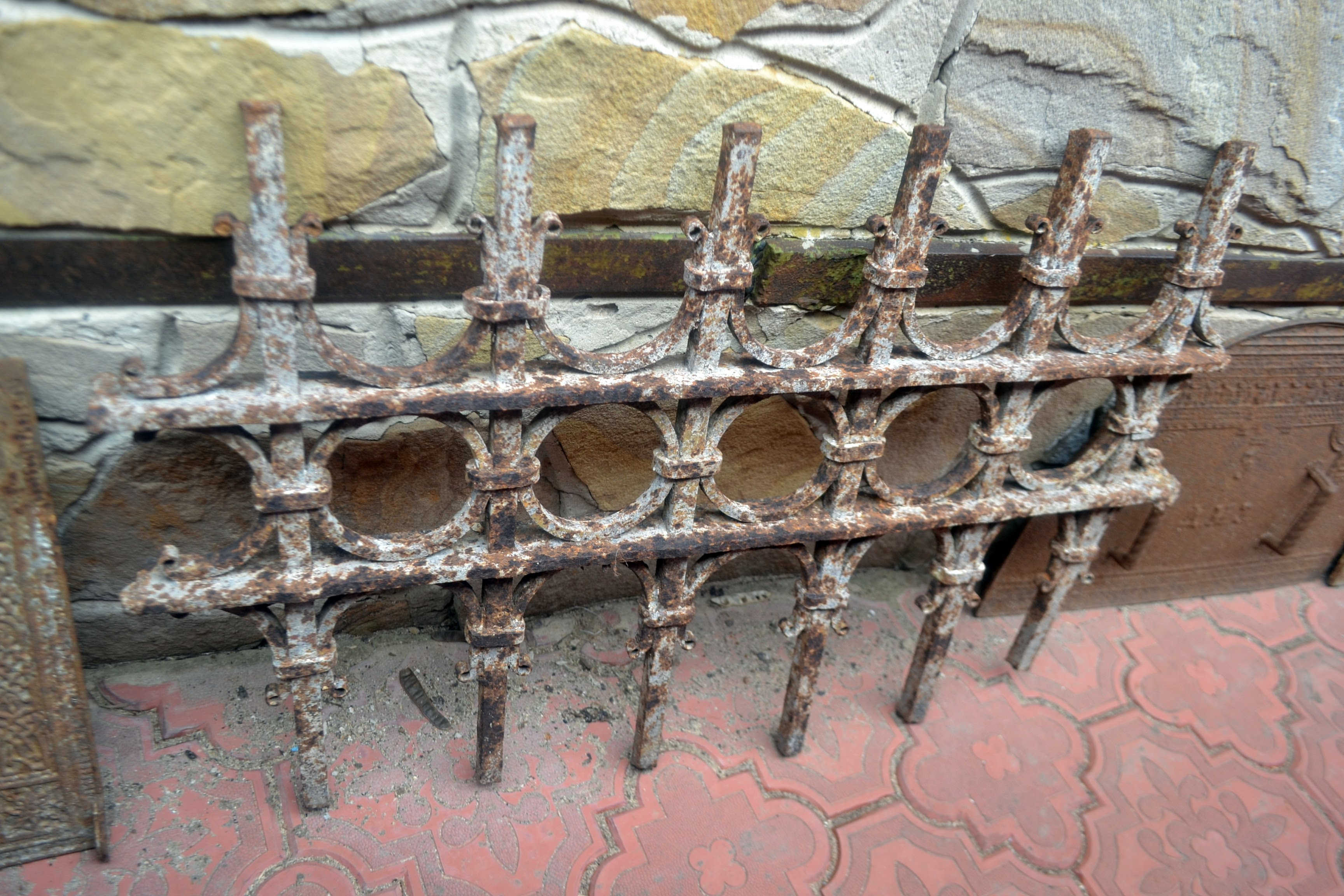
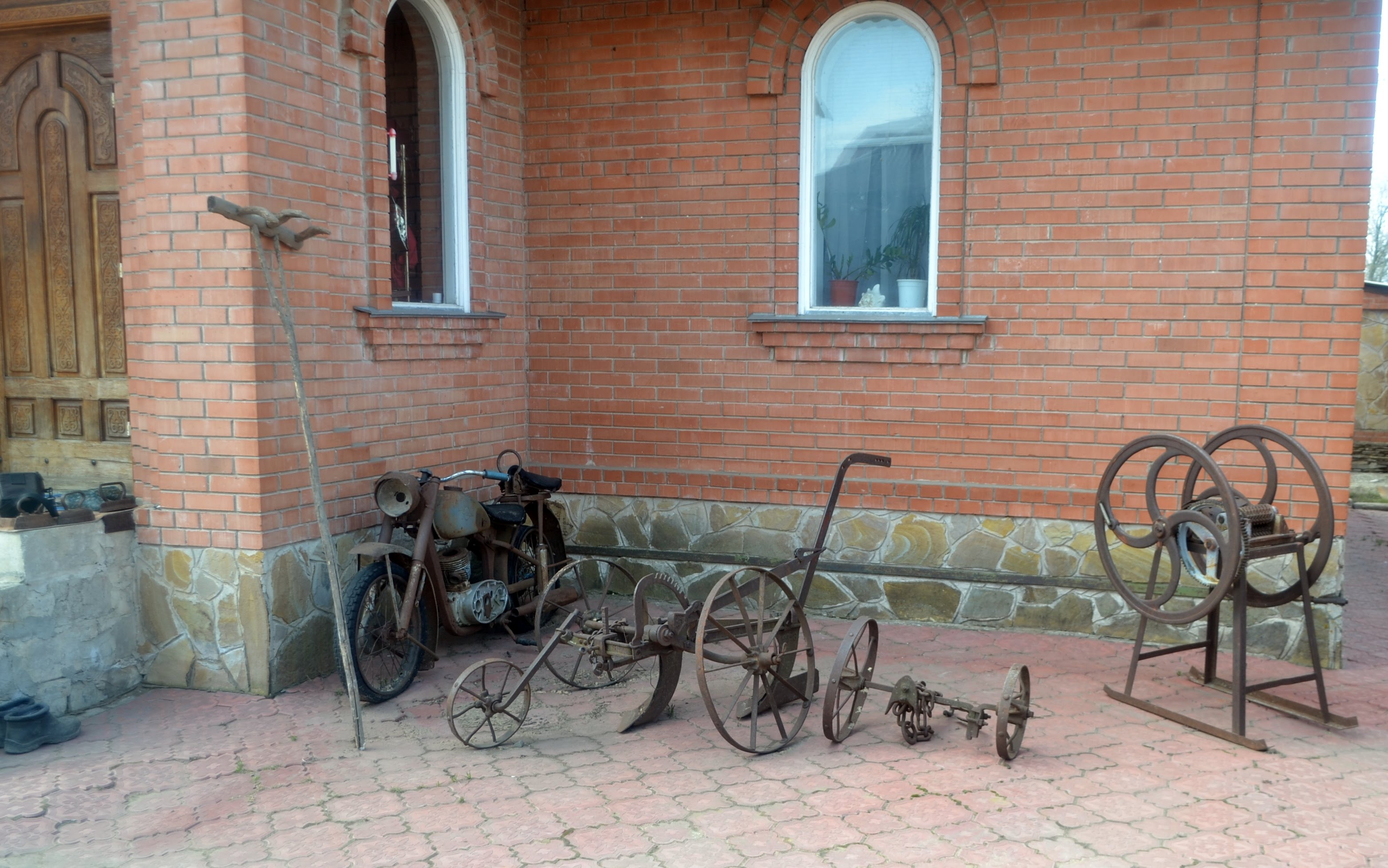
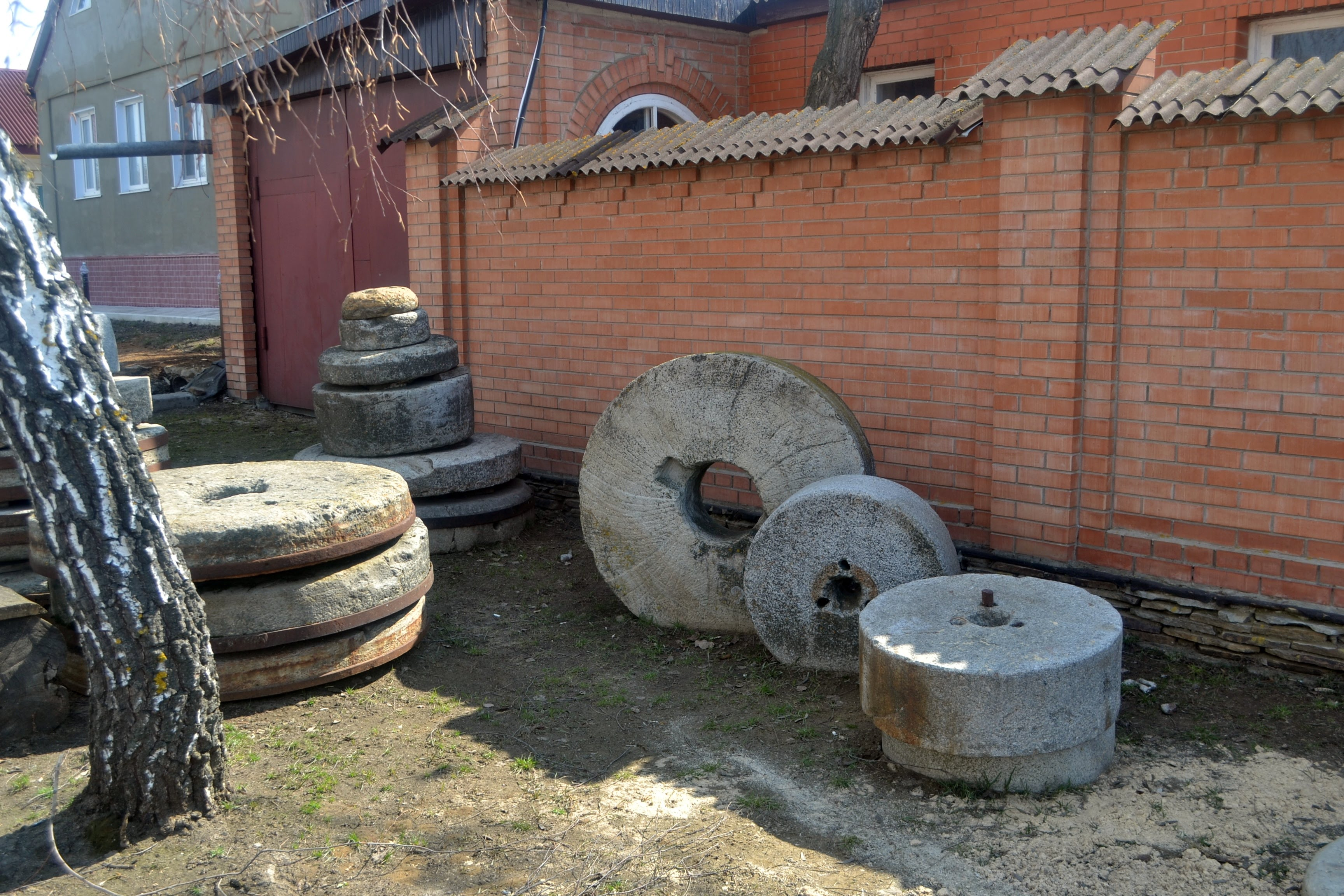

## Відомі люди

### Народилися
- Андрієнко Сергій Володимирович — старший сержант, Державна прикордонна служба України, учасник російсько-української війни.
- Єрьоменко Андрій Іванович (1892—1970) — Маршал Радянського Союзу, Герой Радянського Союзу.
- Єрьоменко Неоніла Семенівна — вчений у галузі офтальмології.
- Єфіменко Геннадій Григорійович – історик.
- Птіцин Віталій Ігорович — солдат, Державна прикордонна служба України, учасник російсько-української війни.
- Тукач Сергій Михайлович — український футболіст.
- Шило Володимир Сергійович — — прапорщик, Державна прикордонна служба України, учасник російсько-української війни.

## Пам'ятки
Поблизу селища розташований загальнозоологічний заказник місцевого значення «Гераськівський».